# Pritchardia hirtipes
Pritchardia hirtipes là một loài ruồi trong họ Asilidae. Pritchardia hirtipes được Macquart miêu tả năm 1838.